# Нижнекурганное
Нижнекурга́нное  (до 1948 года Ни́жняя Асма́; укр. Нижньокурганне, крымскотат. Aşağı Asma, Ашагъы Асма) — село в Симферопольском районе Республики Крым, входит в состав Донского сельского поселения (согласно административно-территориальному делению Украины — Донского сельского совета Автономной Республики Крым).

## Население
| 2001 | 2014 |
| ---- | ---- |
| 70   | ↗74  |

Всеукраинская перепись 2001 года показала следующее распределение по носителям языка
| Язык             | Процент |
| ---------------- | ------- |
| русский          | 74,29   |
| крымскотатарский | 17,14   |
| украинский       | 8,57    |

### Динамика численности
| - 1805 год — 37 чел. - 1864 год — 11 чел. - 1892 год — 35 чел. - 1915 год — 178/38 чел. - 1926 год — 159 чел. - 1939 год — 119 чел. | - 1950 год — 91 чел. - 1989 год — 68 чел. - 2001 год — 70 чел. - 2001 год — 75 чел. - 2014 год — 74 чел. |

## Современное состояние
В Нижнекурганном 2 улицы — Раздольная и Шоссейная, площадь, занимаемая селом, 8 гектаров, на которой в 40 дворах, по данным сельсовета на 2009 год, числилось 75 жителей.

## География
Село Нижнекурганное расположено на северо-востоке района, примерно в 25 километрах (по шоссе) от Симферополя, в 10 километрах по шоссе 35Н-509 (по украинской классификации С-0-11314) к северу от автодороги 35К-003 Симферополь — Феодосия (по украинской классификации P-23), ближайшая железнодорожная станция Симферополь — примерно в 27 километрах. Нижнекурганное находится на стыке предгорной и степной зон Крыма, в балке ручья Асма, левого притока реки Зуи, высота центра села над уровнем моря — 179 м. Соседние сёла: Верхнекурганное — около 1,5 километра выше по долине, Давыдово и Клёновка примерно в 5 километрах и Украинское, Белогорского района — в 4 километрах, село связано автобусным сообщением с Симферополем.

## История
Первое документальное упоминание деревни встречается в Камеральном Описании Крыма… 1784 года, судя по которому, в последний период Крымского ханства селение Асма входило в Чоюнчинский кадылык Акмечетского каймаканства. После присоединения Крыма к России (8) 19 апреля 1783 года, (8) 19 февраля 1784 года, именным указом Екатерины II сенату, на территории бывшего Крымского Ханства была образована Таврическая область и деревня была приписана к Симферопольскому уезду. После Павловских реформ, с 1796 по 1802 год, входила в Акмечетский уезд Новороссийской губернии. По новому административному делению, после создания 8 (20) октября 1802 года Таврической губернии, Ашага-Асма была включена в состав Кадыкойскои волости Симферопольского уезда.
По Ведомости о всех селениях в Симферопольском уезде состоящих с показанием в которой волости сколько числом дворов и душ… от 9 октября 1805 года, в деревне Ашага-Асма числилось 7 дворов и 37 жителей, исключительно крымские татары. На военно-топографической карте 1817 года обозначен Нижняя Осма с 6 дворами. После реформы волостного деления 1829 года, согласно «Ведомости о казённых волостях Таврической губернии…» от 31 августа 1829 года, деревню отнесли к Сарабузской волости. На карте 1836 года в деревне 13 дворов, а на карте 1842 года Нижняя Осма обозначена условным знаком «малая деревня», то есть, менее 5 дворов.
В 1860-х годах, после земской реформы Александра II, деревня осталась в составе преобразованной Сарабузской волости. Согласно «Списку населённых мест Таврической губернии по сведениям 1864 года», составленному по результатам VIII ревизии 1864 года, татарская деревня Ашага-Асма — в 2 двора, с 11 жителями и с мечетью при источнике Калму-Кары, имеет и второе название — Тебень-Асма (на трёхверстовой карте 1865—1876 года в Ниж. Осме те же 2 двора). В «Памятной книге Таврической губернии 1889 года» по результатам Х ревизии 1887 года деревня не упоминается.
После земской реформы 1890-х годов деревню подчинили воссозданной Табулдинской волости. Согласно «…Памятной книжке Таврической губернии на 1892 год», в деревне Ашага-Асма, входившей в Алексеевское сельское общество, было 35 безземельных жителей в 7 домохозяйствах. В «…Памятной книжке Таврической губернии на 1902 год» числится уже хутор Ашага-Асма некоего Булгакова, в котором постоянного населения и домохозяйств не числилось. По Статистическому справочнику Таврической губернии. Ч.II-я. Статистический очерк, выпуск шестой Симферопольский уезд, 1915 год, в деревне Осма Верхняя и Нижняя (она же Юхары и Ашага-Асма) Табулдинской волости Симферопольского уезда числилось 17 дворов со смешанным населением в количестве 170 человек приписных жителей и 38 — «посторонних».

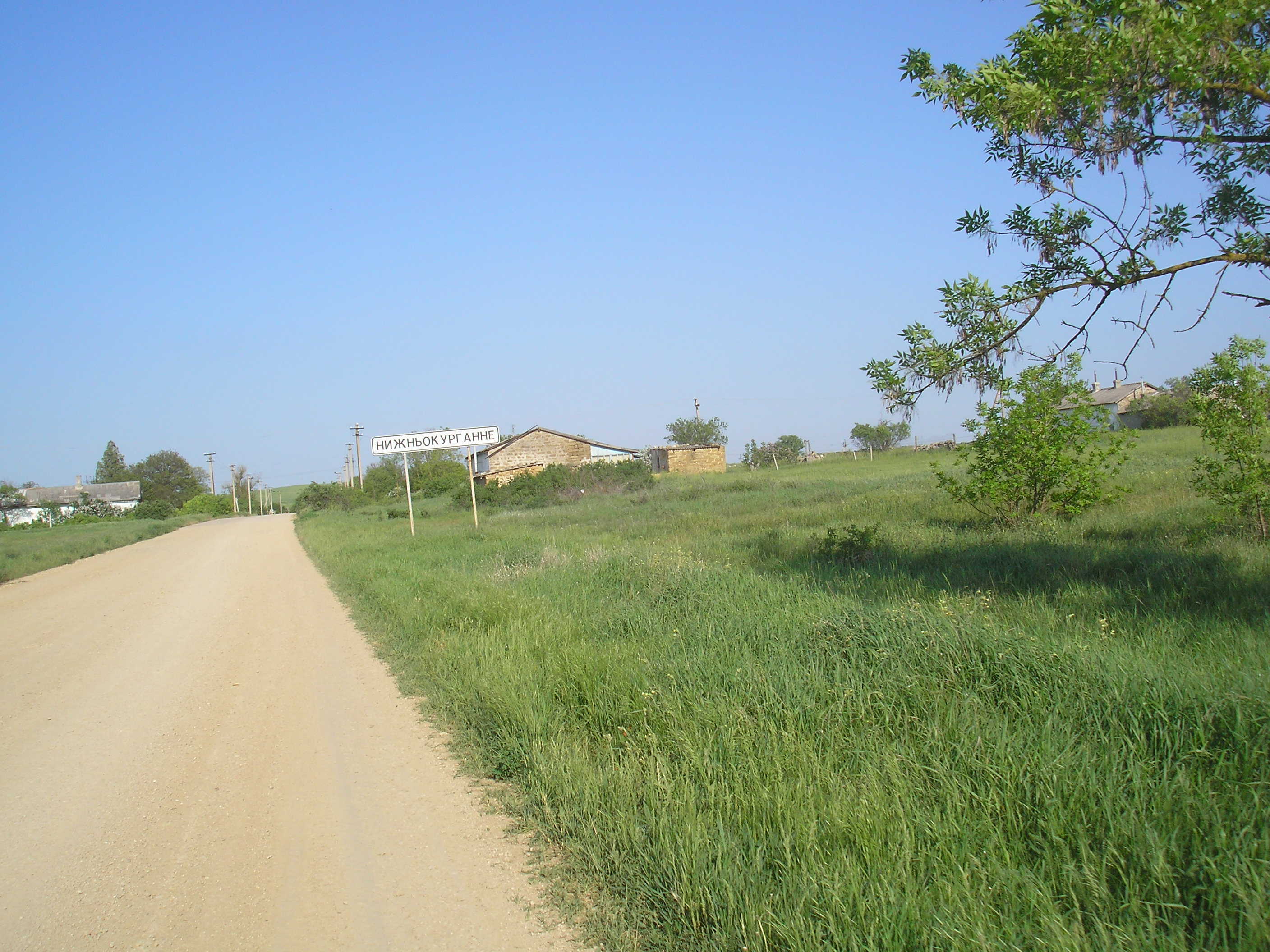

После установления в Крыму Советской власти, по постановлению Крымревкома от 8 января 1921 года была упразднена волостная система и село включили в состав вновь созданного Сарабузского района Симферопольского уезда, а в 1922 году уезды получили название округов. 11 октября 1923 года, согласно постановлению ВЦИК, в административное деление Крымской АССР были внесены изменения, в результате которых был ликвидирован Сарабузский район и образован Симферопольский и село включили в его состав. Согласно Списку населённых пунктов Крымской АССР по Всесоюзной переписи 17 декабря 1926 года, в селе Осма Нижняя, Осминского сельсовета Симферопольского района, числилось 42 двора, из них 35 крестьянских, население составляло 159 человек, из них 129 болгар, 20 русских, 6 армян, 4 татар, действовала русская школа. Осма Нижняя, центр большого Осминского сельсовета, в который ещё входили: Алексеевка, Бештерек, Кады-Кой, Калму-Кара, Каясты болгарский, Кентугай, Кернеуч, Кизак, Кизил-Мечеть, Кирк, Осма Нижняя, Терменчи русский и татарский, Туатай, Тубенкой русский, Тубенкой татарский (Тубенкой-Казы-Аскер-Кой) и Шейх-Кой. Постановлением ВЦИК от 10 июня 1937 года был образован новый, Зуйский район и село и сельсовет, вместе с селом, переподчинили новому району. По данным всесоюзной переписи населения 1939 года в селе проживало 119 человек.
В 1944 году, после освобождения Крыма от фашистов, согласно Постановлению ГКО № 5984сс от 2 июня 1944 года крымские болгары и армяне были депортированы в Среднюю Азию, а уже 12 августа 1944 года было принято постановление № ГОКО-6372с «О переселении колхозников в районы Крыма» и в сентябре 1944 года в район приехали первые новоселы (212 семей) из Ростовской, Киевской и Тамбовской областей, а в начале 1950-х годов последовала вторая волна переселенцев из различных областей Украины. 21 августа 1945 года, указом Президиума Верховного Совета РСФСР, Осьминский сельсовет переименовали в Кургановский и селение Осьма в Курганное. С 25 июня 1946 года Курганное в составе Крымской области РСФСР. На 1953 год население составило 91 человек. 26 апреля 1954 года Крымская область была передана из состава РСФСР в состав УССР.
В 1959 году был упразднён Зуйский район и село вновь переподчинили Симферопольскому. Время включения в состав Краснокрымского сельсовета пока не установлено: на 15 июня 1960 года село уже числилось в его составе. Решением Крымоблисполкома от 27 июля 1962 года № 784, Краснокрымский сельсовет переименован в Донской, центр совета перенесён в Донское, в который включили Нижнекурганное. Указом Президиума Верховного Совета УССР «Об укрупнении сельских районов Крымской области», от 30 декабря 1962 года Симферопольский район был упразднён и село присоединили к Белогорскому. 1 января 1965 года, указом Президиума ВС УССР «О внесении изменений в административное районирование УССР — по Крымской области», вновь включили в состав Симферопольского. По данным переписи 1989 года в селе проживало 68 человек. С 12 февраля 1991 года село в восстановленной Крымской АССР, 26 февраля 1992 года переименованной в Автономную Республику Крым. С 21 марта 2014 года в составе Крыма аннексировано Россией.